# Том (комп'ютер)
У контексті комп'ютерних операційних систем том (англ. volume) або логічний диск  — це термін, що використовується для опису джерела зовнішньої пам'яті з єдиною файловою системою. Найчастіше том відповідає розділу жорсткого диска (фізичний том), проте часто цей термін використовують для опису логічного інтерфейсу, що використовується операційною системою для доступу до даних, збережених на деякому зовнішньому носії або кількох таких носіях (логічний том).

## Логічні диски
Необхідність поділу на логічні диски обумовлена наступним.
Якщо при записі в кластер не вистачить місця хоча б для 1 байта, то цей байт буде поміщений в наступний вільний кластер. При цьому в цей кластер вже нічого записати буде не можна. Таким чином, чим більше обсяг вінчестера і чим більше розмір кластера, тим більш неефективно використовується дисковий простір. Фактичний обсяг вінчестера знижується – чим більше об'єм, тим більше дискового простору виявляється порожнім, при цьому його не можна використовувати.
Вихід з ситуації знайшли шляхом розбиття жорсткого диска на декілька логічних дисків. Кожний логічний диск при цьому утримував свою FAT-таблицю. Наприклад, розбивши вінчестер ємністю 2 Гб на два логічних диска, розмір кластера знижується вдвічі - з 32 Кб до 16 Кб.

## Мітки і серійні номери

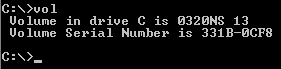
Командний рядок Windows XP де показано мітку і серійний номер диску C:. В цьому випадку, якби мітка не була б задана, замість "is 0320NS 13" писало б "has no label.".

Мітка тома - це назва яку дали певному тому в файловій системі. 
На відміну від мітки, серійний номер тома є унікальним і зазвичай не змінюється користувачем, тому використовується як більш постійний та надійний ідентифікатор що показує що том змінився (наприклад коли диск виймають і вставляють інший). Форматування диска змінює серійний номер, а зміна мітки - ні.